# Linfadenectomía
La Linfadenectomia es un procedimiento quirúrgico en el que se extraen una pequeña muestra (biopsia) de los ganglios linfáticos y se examina para determinar si contienen cáncer. También es llamada disección de ganglios linfáticos.

## Tipos de Linfadenectomía
- Linfadenectomía regional

En una linfadenectomía regional se extirpan algunos de los ganglios linfáticos en el área del tumor.
- Linfadenectomía radical

Se extirpa la mayoría o todos los ganglios linfáticos en el área tumoral.